# テルマトサウルス
テルマトサウルス（Telmatosaurus　「沼のトカゲ」の意味）は白亜紀後期に生息した基底的なハドロサウルス科の恐竜の属の一つである。比較的小型のハドロサウルス類であり、体長は約5 mである。化石は現在のルーマニアで発見された。

## 発見

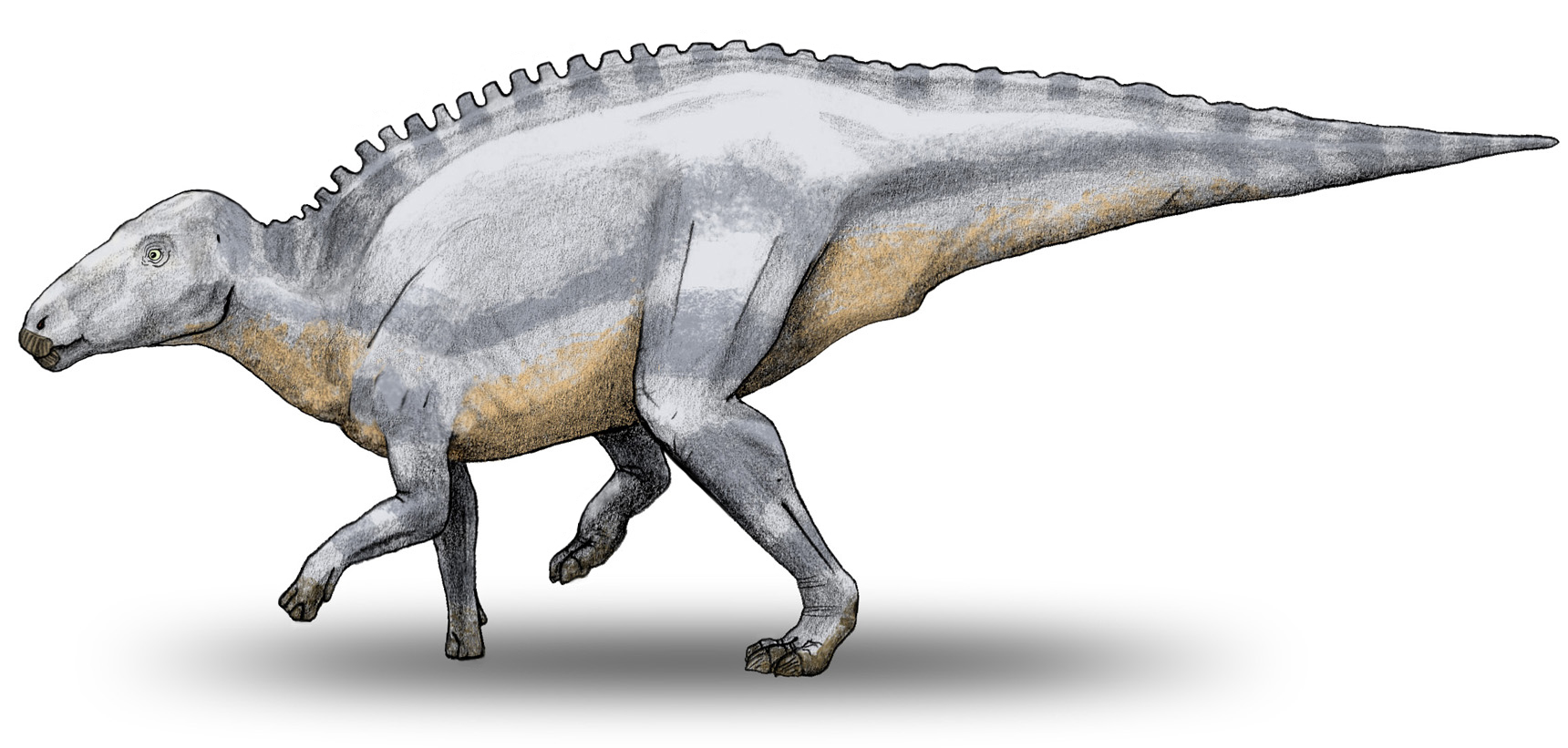
復元図

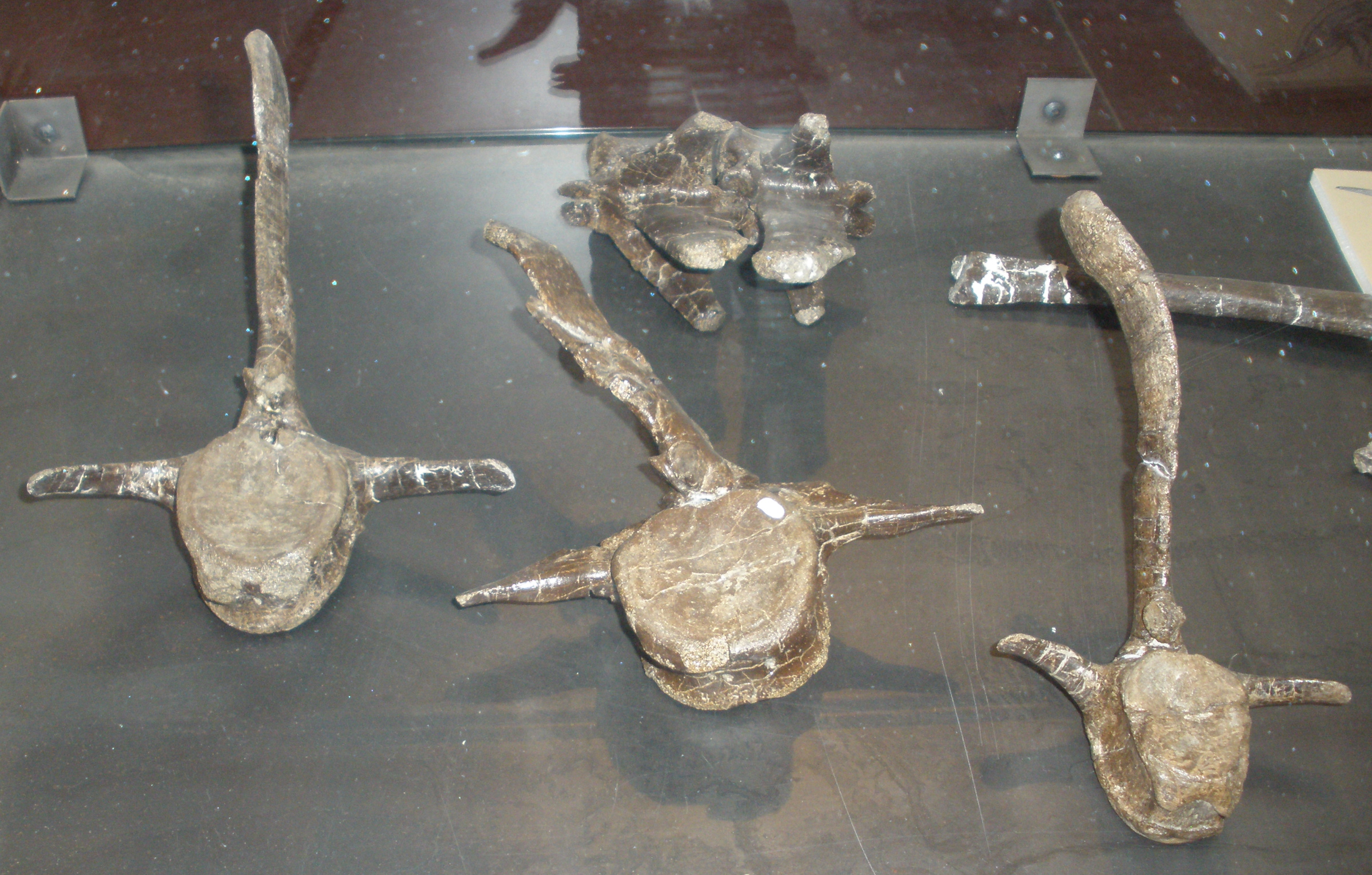
Telmatosaurus transsylvanicus の椎骨

1895年に数人の農民が、領主の娘であるイロナ・ノプシャに彼らがトランシルヴァニアのフネドアラ地区（当時のフニャド郡）のサチュルにあるノプシャ家の所有地で発見した恐竜の頭骨を贈呈した。イロナには兄がおり、そのフランツ・ノプシャはこの発見をきっかけにウィーン大学の古生物学の学生となった。1899年にノプシャはこの頭骨をLimnosaurus transsylvanicus と命名した。属名はギリシャ語で「沼地」を意味するlimnè からの派生で、ハドロサウルス類が沼地に生息していたという仮説にちなんだものである。種小名はトランシルヴァニアにちなんだものである。しかし後にノプシャはLimnosaurusの名が1872年に既にオスニエル・チャールズ・マーシュによりワニ（しかしこの種は後にプリスティカンプススに再分類されている）に使用されていたことに気づき、1903年に属名をTelmatosaurus と改名した。Telma もまた同じく「沼」の意味である。1910年にバーナム・ブラウンはノプシャの改名に気づかずHecatasaurusという属名を命名しているが、これは新参客観異名（junior objective synonym）である。
ホロタイプであるBMNH B.3386 はハツェグ盆地にあるスンペトル層のマーストリヒチアン（約6800万年前）の地層から発見され、この場所は白亜紀当時のヨーロッパ多島海（European Archipelago）の島の一つであるハツェグ島であった。標本は頭骨と下顎の骨で構成されている。
1915年にノプシャはこの種をオルトメルス属の種Orthomerus transsylvanicus として分類した。しかし1980年代よりオルトメルスは疑問名と考えられており、この種を独自の属テルマトサウルスに戻すことにした。スペイン、フランス、ドイツで発見された断片的なハドロサウルス科の化石はオルトメルスのものとされ来たが、現在ではしばしばこれをテルマトサウルスのものとすることがある。しかし、これらをテルマトサウルスであると証明することは難しい。また同様のことはルーマニアの断片的な骨と卵の化石についてもいえる。

## 特徴
テルマトサウルスは比較的小型のハドロサウルス類であり体長は5 m、体重は500 kgほどであった。この大きさについては島嶼矮化の例として説明されている。

## 参照
1. ↑  F. Nopcsa, 1900, "Dinosaurierreste aus Siebenbürgen (Schädel von Limnosaurus transsylvanicus nov. gen. et spec.)", Denkschriften der Kaiserlichen Akademie der Wissenschaften. Mathematisch-Naturwissenschaftliche Classe 68: 555-591
2. ↑  F. Nopcsa, 1903, "Telmatosaurus, new name for the dinosaur Limnosaurus", Geological Magazine, decade 4 10: 94-95
3. ↑  B. Brown, 1910, "The Cretaceous Ojo Alamo beds of New Mexico with description of the new dinosaur genus Kritosaurus", Bulletin of the American Museum of Natural History 28(24): 267-274
4. ↑  F. Nopcsa, 1915, "Die dinosaurier der Siebenbürgischen landesteile Ungarns", Mitteilungen aus dem Jahrbuche der Königlich-Ungarischen Geologischen Reichsanstalt 23: 1-24
5. ↑  F.M. Dalla Vecchia, 2006, "Telmatosaurus and the other hadrosaurids of the Cretaceous European Archipelago. An overview", Natura Nascosta 32: 1-55